# Антимілітаризм
Антимілітари́зм — загальна назва різних течій, що виступають проти війни та воєнної політики держави . Масовий міжнародний рух проти гонки озброєнь і розв'язування воєн, проти мілітаризму. 
У комуністичному світогляді — міжнародний рух проти політики мілітаризму, перегонів озброєнь, підготовки і розв'язання імперіалістами загарбницьких та грабіжницьких воєн, що розглядає антимілітаризм як складову загальної боротьби трудящих проти капіталістичного ладу в цілому, який вважається першопричиною мілітаризму й імперіалістичних воєн. При цьому ігнорується мілітаризм держав соціалістичного табору, війни між ними та їх агресивні дії стосовно інших держав.
Антимілітаристську ідеологію сповідують соціалісти, анархісти, лібертаріанці, радикальні ліберали й екологічні активісти.
Антимілітаризм не слід змішувати з пацифізмом, який відкидає будь-яке насильство. Антимілітаризм визнає право на самооборону, як індивідуальну, так і класову, але виступає проти монопольного права держави на насильство, імперіалізму, пропаганди націоналізму і ксенофобії, військової повинності, за вирішення міждержавних питань мирним шляхом.
У 20 столітті було створено кілька десятків антимілітаристських і антивоєнних організацій, а в Радянському Союзі антимілітаристська риторика звучала у виступах представників влади навіть у часи "ядерної гонки". Антимілітаризм знаходить своє відображення в образотворчому мистецтві, літературі і музиці.

## Історія створення
Витоки сучасного антимілітаризму знаходяться в філософії Просвітництва. Важливою її ідеєю був вічний мир, при якому Європа перетворювалася в федерацію держав, які не мали власних армій, забезпечувалася свобода пересування і т. д. Ця ідея не була здійснена в повній мірі, але деякі її положення враховувалися дипломатами 20 століття при створенні ООН і Євросоюзу.
Створений К. Марксом і Ф. Енгельсом Перший Інтернаціонал вже у своєму Установчому маніфесті (1864) закликав робітників усіх країн до боротьби з мілітаризмом. Масовішого і організованішого характеру антимілітаризм набирає в період створення в різних країнах світу партій робітничого класу. Під тиском трудящих всієї земної кулі ряд конгресів 2-го Інтернаціоналу (Паризький, 1889; Брюссельський, 1891; Цюрихський, 1893; Штутгартський, 1907, та ін.) засудив мілітаризм як прояв антинародної, імперіалістичної політики міжнародної буржуазії, закликавши трудящих посилити боротьбу з ним. Але, коли почалася перша світова імперіалістична війна, праві лідери соціал-демократичних партій 2-го Інтернаціоналу відступили від ухвал своїх з'їздів і конгресів і відверто перейшли на бік імперіалістичної буржуазії. З усіх робітничих партій тільки партія російських більшовиків на чолі з В. І. Леніном до кінця залишилась вірною справі міжнародного пролетаріату, своїм довоєнним антимілітаристським революційним закликам. Після перемоги Великої Жовтневої соціалістичної революції боротьба проти мілітаризму нерозривно зв'язана з захистом першої у світі соціалістичної держави — Радянського Союзу.
Запорука успіху боротьби проти мілітаризму — насамперед у масовості, в мобілізації мільйонів людей усіх країн на боротьбу проти всіляких форм підготовки нової війни. «Треба пояснити людям реальну обстановку того,— вчив В. І. Ленін, — яка велика таємниця, в якій війна народжується…» (Твори, т. 33, с. 395). Завдяки великій роз'яснювальній і організаційній роботі комуністичних партій, в період між двома світовими війнами розгорнувся широкий антимілітаристський рух, спрямований проти підготовки нової війни фашистськими державами. Однак на той час боротьба з мілітаризмом ще не могла відвернути війну, вона лише допомогла мобілізувати народи на розгром найагресивніших мілітаристів у другій світовій війні.
Важливим етапом розвитку антимілітаризму був рубіж 19-20 століть, коли напередодні Першої світової війни багато європейських урядів вели активну мілітаристську пропаганду і гонку озброєнь. Проти неї виступили соціалісти: Карл Лібкнехт (Німеччина), Жан Жорес (Франція), Цет Хеглунд (Швеція), котрі розглядали війну як знаряддя капіталізму. Популярність придбали маніфест Хеглунд "Піднімемося зі зброєю" і брошура Лібкнехта "Мілітаризм і антимілітаризм". Ленін у статті "Войовничий мілітаризм і антимілітаристська тактика соціал-демократії" (1908) аналізував думки, представлені на конгресі соціалістів у Штутгарті (деякі учасники з'їзду заперечували необхідність антимілітаристської пропаганди і визнавали право на оборонну війну, інші, навпаки, вимагали оголошення страйки у разі будь-якої війни), а також статтю Жореса, в якій той вітав створення Антанти як гарантію миру в Європі. На думку Леніна, пролетаріат повинен підтримувати не оборонні війни, а ті, за рахунок яких можна домогтися більшого зміцнення робітничого класу. Одночасно майбутній вождь засудив союзи європейських держав з Росією як консервативної і жорстокою до своїх підданих державою
Після другої світової війни в умовах зміцнення світової соціалістичної системи і посилення всесвітнього руху прихильників миру війна не є фатально неминучою.
Боротьба народів проти мілітаризму, підготовки і розв'язання третьої світової війни у другій половині ХХ-го століття тісно переплітались з боротьбою всього прогресивного людства за припинення випробування і повну заборону всіх видів зброї масового знищення, за роззброєння, припинення «холодної війни», проти відродження німецького і японського мілітаризму, мілітаризації економіки капіталістичних і слаборозвинених країн, проти укладання агресивних пактів і створення військових баз на чужих територіях і т. п.